# My Arms Keep Missing You
A My Arms Keep Missing You című dal Rick Astley 1987-ben megjelent kislemeze a Whenever You Need Somebody albumról. A kislemez egyik oldalán a When I Falling in Love található, míg a másik oldalon a My Arms Keep Missing You című dal. A dal a német kislemezlista 6. helyen végzett. A dal szerepel a 2010-es újramaszterelt albumon is.  

## Megjelenések
12"  Németország RCA – PT41800
- A	My Arms Keep Missing You (Bruno's Mix) 6:15
- B1	My Arms Keep Missing You	6:45
- B2	When I Fall in Love 3:02